# René-Jean Dupuy
René-Jean Dupuy (* 7. Februar 1918 in Tunis; † 17. Juli 1997 in Paris) war ein französischer Jurist und ab 1979 Professor für internationales Recht am Collège de France in Paris. Darüber hinaus wirkte er von 1966 bis 1984 als Generalsekretär der Haager Akademie für Völkerrecht und gehörte ab 1985 deren Kuratorium an.

## Leben
René-Jean Dupuy wurde 1918 in Tunis geboren und war nach einem Studium der Rechtswissenschaften in Paris sowie der Promotion im Jahr 1948 ab 1950 als Dozent an den Universitäten in Algier, Aix-en-Provence, Nizza und Paris tätig. In den Jahren 1960, 1973, 1979 und 1989 unterrichtete er an der Haager Akademie für Völkerrecht, an der er darüber hinaus von 1966 bis 1984 als Generalsekretär wirkte und ab 1985 Mitglied des Kuratoriums war. 
Von 1979 bis 1989 lehrte er als ordentlicher Professor für internationales Recht und anschließend bis zu seinem Tod als Honorarprofessor am Collège de France. Er starb 1997 in Paris. Sein 1946 geborener Sohn Pierre-Marie Dupuy fungierte als Professor für Völkerrecht in Paris, Florenz und Genf.

## Auszeichnungen
René-Jean Dupuy gehörte ab 1967 dem Institut de Droit international an, dem er von 1995 bis 1997 als Präsident vorstand. Er war darüber hinaus Mitglied der französischen Académie des sciences morales et politiques sowie korrespondierendes Mitglied der Akademie von Athen und der Real Academia de Ciencias Morales y Políticas in Spanien.
Die Société française pour le droit international (Französische Gesellschaft für internationales Recht) ernannte ihn zu ihrem Ehrenpräsidenten. Darüber hinaus war er Träger des Ordre national du Mérite, Kommandeur der französischen Ehrenlegion und ab 1994 Ehrenmitglied der Amerikanischen Gesellschaft für internationales Recht. Von den Universitäten Mainz, Krakau und Montreal erhielt er die Ehrendoktorwürde.

## Werke (Auswahl)
- Le pétrole et la mer. Paris 1976
- La Communauté internationale entre le mythe et l'histoire. Paris 1986
- A Handbook on the New Law of the Sea. Den Haag 1991
- A Handbook on International Organizations. Den Haag 1998